# Чеченский, Валериан Николаевич
Валериан Николаевич Чеченский (20 марта 1812 года, Чечня — ?) — генерал-майор российской армии, участник русско-турецкой и кавказской войн.

## Биография
Родился 20 марта 1812 года в Чечне. Его родное село было разрушено царскими войсками, а родители убиты.
В 16 лет стал рядовым солдатом Орловского пехотного полка. В 1829 году участвовал в войне с турками, получил за храбрость Знак отличия Военного ордена.
25 июля 1833 года произведён в первый офицерский чин (прапорщик). Затем его перевели по собственному прошению в Тифлисский егерский полк. Получил чин подпоручика, а затем поручика. Получил очередную награду — орден Святой Анны 4-й степени с надписью «За храбрость».
Получил чин штабс-капитана и должность командира роты. Затем стал командиром Тифлисского губернского батальона.
За отвагу в войне с турками произведён в чин майора и награждён орденом Св. Владимира 4-й степени с мечами и бантом.
12 мая 1857 года становится подполковником, 30 августа 1870 года получил чин полковника.
За многолетний ратный труд и по собственному прошению, в связи с пошатнувшимся здоровьем, его перевели на более спокойную службу. В 1872 году был избран членом судебной коллегии Кавказского военного округа с сохранением должности командира батальона. В 1874 году командовал Кавказским пехотным батальоном. Затем руководил Ахалцахским военным госпиталем с сохранением должности командира батальона. До выхода на пенсию служил при штабе Кавказского военного округа.
4 февраля 1881 года вышел в отставку. С присвоением звания генерал-майора ему назначили пожизненную пенсию 860 рублей. Всего прослужил 53 года.
Генералу выделили земельный участок в 200 гектаров на прикубанских землях. Построил дом и оставшуюся жизнь прожил со своей женой Марией Фёдоровной. Был женат дважды, но наследников после него не осталось.

## Награды
- Знак отличия Военного ордена (1829)
- Орден Святой Анны 4-й степени с надписью «За храбрость» (27.12.1841)
- Орден Святого Владимира 4-й степени с мечами и бантом (1855)
- Знак отличия беспорочной службы за XX лет (1856)
- Орден Святого Станислава 2-й степени (1860, императорская корона к сему ордену 1864)
- Единовременно 282 рубля серебром (1863)
- Орден Святой Анны 2-й степени (1866, императорская корона к сему ордену 1871)